# Зенин, Леонид Николаевич
Леони́д Никол́аевич Зе́нин (13 января 1931, Починки, Московская область — 9 ноября 2021) — советский и российский поэт, прозаик, член МОО Союза писателей России. Ветеран Великой Отечественной войны. Член Союза писателей России с 1998 года.

## Биография
Леонид Зенин родился 13 января 1931 года в селе Починки Егорьевского района Московской области. Окончил семь классов в Починковской средней школе, затем учился в Егорьевском станкостроительном техникуме (ныне ЕТИ ГОУ МГТУ «Станкин»).

#### Военная деятельность
В 1943 году, во время Великой Отечественной войны, участвовал в строительстве дамбы для прохода танков в Егорьевском районе. За это он был награждён Указом Верховного Главнокомандующего СССР И. В. Сталина медалью «За доблестный труд в Великой Отечественной войне».
В 1953 году Зенин окончил военное авиационное техническое училище (ВАТУ) и был направлен в Среднюю Азию, в Туркестанский военный округ. Там работал в детской трудовой колонии в качестве мастера производственного обучения. До 1960 года служил техником самолёта, затем был избран секретарём Комитета комсомола авиационного полка.
В 1961 году, после реформирования авиации, стал заместителем командира зенитно-ракетного дивизиона по политчасти, одновременно, заочно, окончил политехнический институт и вечерний Университет марксизма-ленинизма. В 1968 году вернулся в авиацию и был назначен старшим инструктором политотдела авиационного полка. После окончания высших политических курсов войск ПВО страны был назначен старшим инструктором соединения (дивизии) в городе Алма-Ата. В 1977 году был уволен по возрасту в связи с выслугой лет в звании майора.

#### Литературная деятельность
После службы в армии работал в Егорьевске начальником штаба Гражданской обороны завода «Комсомолец», затем был корреспондентом в редакции «Знамя труда». Спустя время стал старшим инструктором спортивного клуба «ДОСААФ». С 1981 по 1987 год — председатель комитета «ДОСААФ Гороно» города Егорьевска и Егорьевского района. В 1987 году был переведён в среднюю школу № 6 города Егорьевска в качестве преподавателя ОБЖ и до 1992 года работал в «ДОСААФ». В дальнейшем он начал писать рассказы, очерки, заметки, стихи. Некоторые из них были опубликованы в военных газетах «Сокол Родины», «За Родину», «Фрунзенец». На протяжении всей своей литературной деятельности он публиковался в газетах и журналах России и СССР. Были изданы десятки тысяч заметок и произведений тиражом в тысячи экземпляров.
С 1998 года — член Союза писателей России. Член правления Московской областной организации Союза писателей России. Ветеран Великой Отечественной войны. Почётный ветеран Московской области. Член Совета ветеранов, войны, труда, Вооружённых сил и правоохранительных органов Егорьевского района.
В 2003 году организовал районное литературное объединение «Клуб писателей Егорьевска» и был избран его председателем.
Издал 19 книг поэзии и прозы, редактор 14 изданных литературно-художественных альманахов «Клуб Егорьевских литераторов». Стихи членов литературного объединения переведены на болгарский язык и печатались в болгарском альманахе «Мезия». Леонид Земин является автором сборников стихов: «Любовь спасёт тебя», «Твои озорные глаза», «Всюду звезды и шлягеры», «Весеннее половодье», «Вечность», «Живите Победой», «Егорьевцы. Ветераны войны». Написал поэмы: «Разговор с редактором» и первую часть поэмы «Валерий Чкалов», а также мини-поэмы «Есенин», «Патриарх Кирилл», «Александр Иванович Покрышкин», «Наш Путин».
Издал книги прозы: «Будь добрым, мальчик» — первая часть первой книги романа «Жестокость», «Сельские хулиганчики» — вторая часть первой книги; «Кольцо элиты разрывать нельзя» — третья часть первой книги. «Саша! На авантюру», «Тюрьма» — первая и вторая часть книги романа «Жестокость». Третья часть «Снять шпагу» второй книги была напечатана в альманахе «Клуб Егорьевских литераторов». Был издан роман в трёх частях о начале Великой Отечественной войны — «Баня Гулова в семье авиатора», а также рассказы «Здравствуй, небо!» и повесть «Ветеран», печатавшиеся в сборниках и альманахах клуба.
Умер 9 ноября 2021 года в возрасте 90 лет. 12 ноября был похоронен в селе Починки.

## Награды
- «Честь и польза» (Международный благотворительный фонд «Меценаты столетия»);
- «Золотая Есенинская медаль» (Союз писателей России);
- памятные медали «А. С. Грибоедова», «В. В. Маяковского», Московской городской организации Союза писателей России («Литературная республика»);
- «Золотая осень им. С. А. Есенина»;
- юбилейные медали МГО;
- «Серебряный крест» — за подвижническую деятельность на ниве русской литературы;
- Почётная грамота Министерства образования РСФСР;
- Почётные грамоты Главы Егорьевского муниципального района и Московской областной организации Союза писателей России;
- грамоты Болгарии[3].

Лауреат премии губернатора Московской области за 2018 год.
Награждён всего пятнадцатью правительственными наградами, в том числе: медалью «За доблестный труд в Великой Отечественной войне» и медалями за службу Родине всех степеней.